# Residenza dell'Arte dei Correggiai
La Residenza dell'Arte dei Correggiai è un edificio civile del centro storico di Firenze, situato in via Lambertesca 20r angolo chiasso del Buco e trasformato in un esercizio commerciale.

## Storia e descrizione
Si tratta di un piccolo fabbricato ad uso di bottega, oggi da segnalare unicamente per la presenza, sul fronte, di un antico architrave ornato di scudi, a ricordare come qui fosse la residenza dell'Arte dei Correggiai.
Sotto Cosimo I, con l'accorpamento delle Arti, il locale cambiò destinazione e fu occupato dalla Pratica di Pistoia, un'istituzione che governava i messi incaricati di portare i dispacci in tutto lo Stato. In ragione di queste vicende il primo e l'ultimo scudo sono originali e recano le insegne del popolo di Firenze e della parte Guelfa, quelli centrali, un tempo con gli stemmi di Firenze e dell'Arte, furono sostituiti nel Cinquecento con quelli di Pistoia e dei Medici.
Sempre in relazione all'antica storia dell'edificio è da notare sul fronte il disegno dell'imposta di un grande arco, parzialmente tamponato e trasformato in accesso a un esercizio commerciale, così come le pietre conce che definiscono il canto, tuttavia in buona parte sostituite. Per quanto riguarda il chiasso del Buco si segnalano i lavori di riordinamento effettuati nel 1958 dal Comitato per l'Estetica Cittadina, su progetto dell'architetto Umberto Fabbrini.

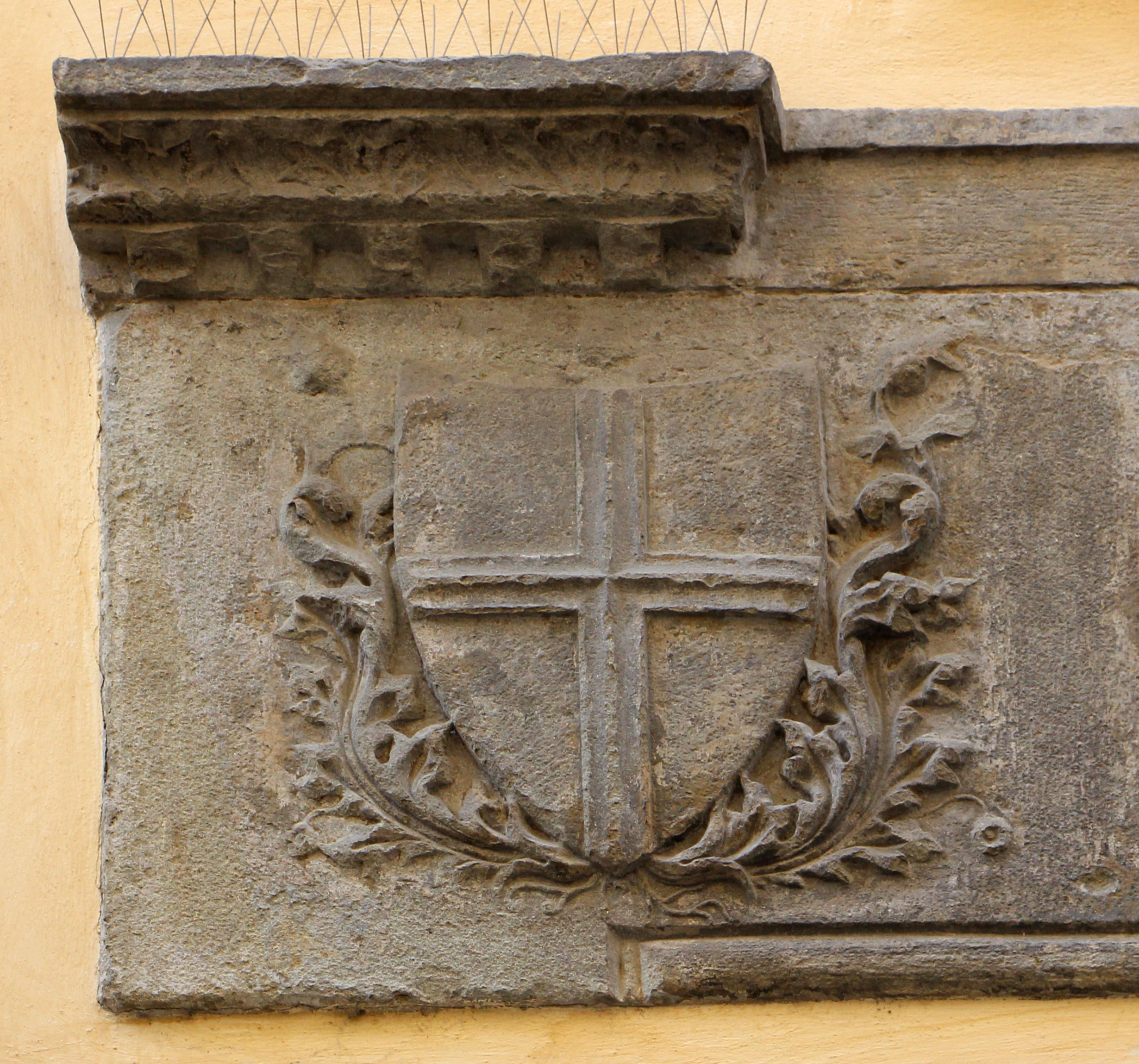
Stemma della Croce del Popolo
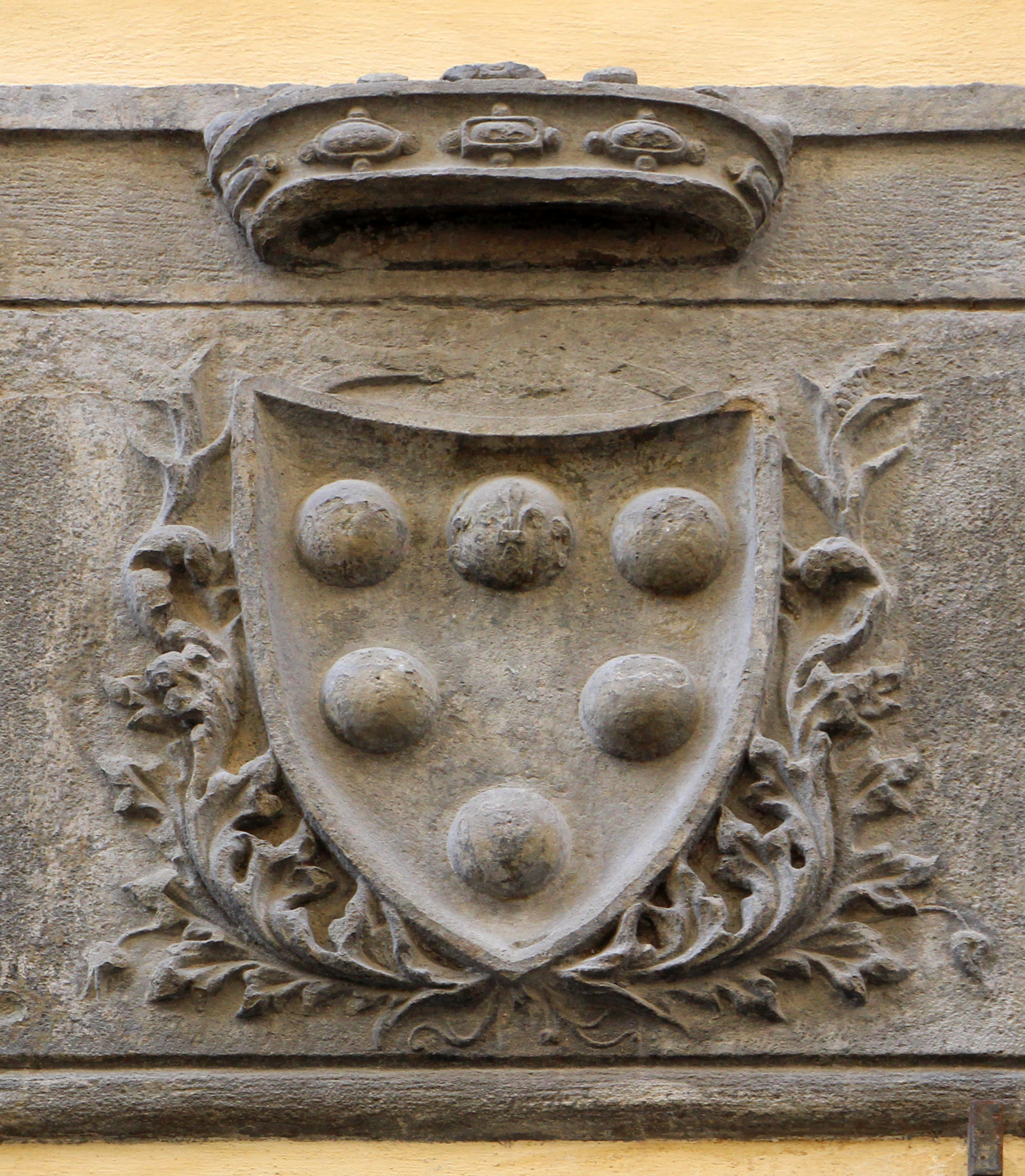
Stemma Medici
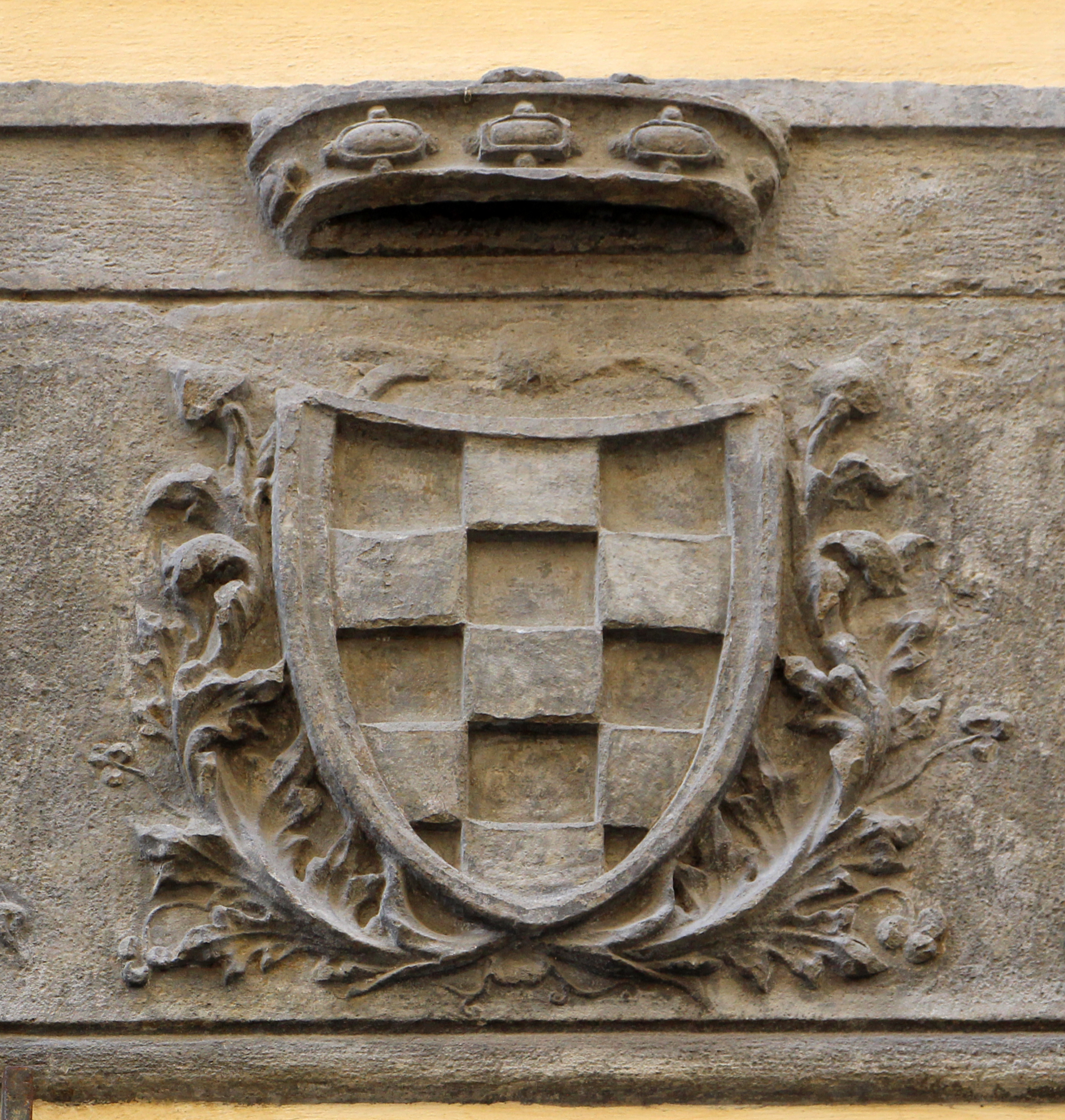
Stemma di Pistoia
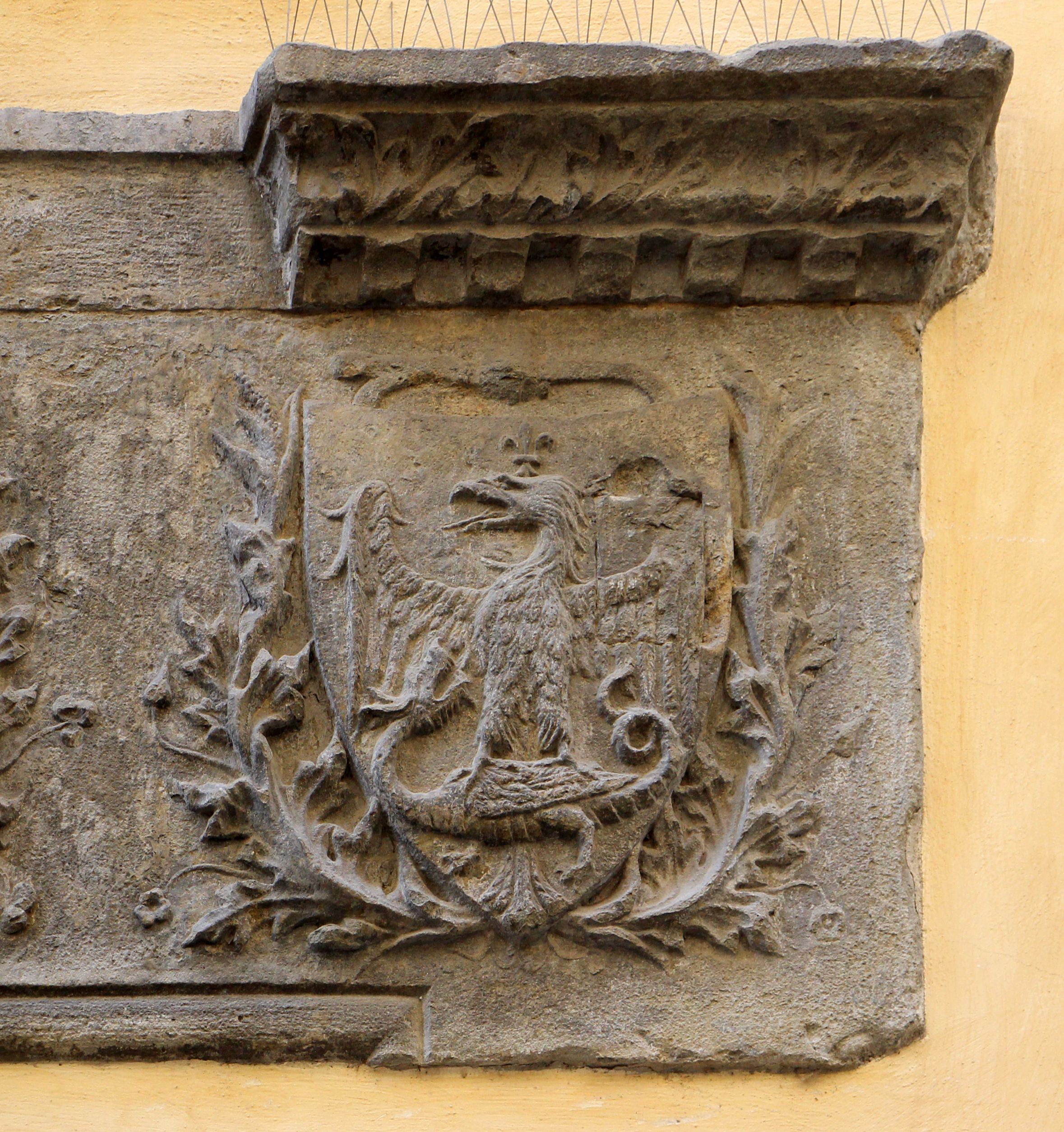
Stemma della Parte Guelfa